# Агота Бозаи
Агота Бозаи (мађ. Bozai Ágota; Шиофок, Мађарска, 1. јануар 1965 — ) је мађарска књижевница и преводилац.

## Биографија
Дипломирала је на Унивезитету Клаусенбург у Румунији. Радила је у одсеку за спољне послове Црвеног крста Мађарске 1989. Имала је важну улогу у спровођењу програма за избеглице из Румуније и Источне Немачке.
Магистрирала је филологију на Универзитету Колошвар, односно Клуж-Напока. Тренутно је књижевни преводилац енглеских књига (белетристике и публицистике) за различите мађарске издаваче. Њено писање је описано као „сатирични приказ онога што се догодило у источноевропским земљама када је 'капитализам по сваку цену' изникао из пепела влада које је претходно контролисала Совјетска влада”. 
Бавила се и новинарством и у штампаним медијима и на телевизији. На мађарски је превела дела А.С. Бајата, Малколма Гледвела, Мариа Пуза, Тибора Фишера, Мартин Селигмана.
Први роман Персијски диван објавила је 1989. године. Други по реду "Транзит Глориа" преведен је на немачки и енглески језик и део је сатиричне трилогије о наивности јавности и политичкој хипнози.
Тренутно се усавршава у примијењеној психологији и на Универзитету у Будимпешти, одбранила је тезу о превођењу "Финеганевог бдења" Џејмса Џојса. 